# Слободна Држава Ријека
Слободна Држава Ријека (итал. Stato libero di Fiume) је била мини-држава основана 1920. године на темељу Рапалског уговора између Краљевине СХС и Краљевине Италије, подржана од великих сила и већине становника града који је уживао самосталност у односу на околне земље још од 1779. године. Држава је постојала де факто око годину дана, а де јуре до 1924. године када ју је анектирала Италија. Чин анексије је остао споран будући да није био међународно-правно признат, а потписан је једино од стране Италије и Краљевине Срба, Хрвата и Словенаца.

## Историја
Град Ријека је први пут добио аутономију 1719. када је проглашена слободном луком одлуком цара Карла VI. Године 1779. за време Марије Терезије године основано је „издвојено тело“ (лат. Corpus separatum). Од тада па до 1924. године Ријека постоји као самостални ентитет са неколико елемената државности. Град краткотрајно губи аутономију 1848. након што га је окупирао бан Јосип Јелачић, али је поново стиче 1868. године, када улази у састав земаља угарске круне, опет као издвојено тело.
У граду живе Хрвати, Италијани, Словенци, Мађари као и друге националности. Национална припадност се мења од пописа до пописа становништва будући се у то време под националношћу сматрао језик којим се особа служила. Посебан статус града између неколико држава временом ствара појаву Фијуманства (итал. Fiume — Ријека) као националног опредељења већине становника. Службени језици су мађарски и немачки, пословна комуникација се обавља на италијанском, док се у породицама већином говори хрватски. Популарни језик улице је фијумански, мешавина италијанског и хрватског дијалекта.
Након Првог светског рата и распада Аустроугарске, питање статуса града Ријеке постаје велики међународни проблем ( „ријечко питање“). У јеку спора између Краљевине СХС и Краљевине Италије, међународне силе заговарају успостављање независне тампон државе. Амерички председник Вилсон постаје арбитар у југословенско-италијанском спору око града. Предлаже да се град Ријека уреди као самостална држава и потенцијално седиште Лиге народа.
У самом граду долази до безвлашћа па град у врло кратком временом прелази из руке у руку Јужнословенског националног одбора и италијанског националног већа да би се на крају англо-француске трупе искрцале с ратног брода и запоселе град. Такву конфузну ситуацију користи италијански песник Габријеле Д'Анунцио који са својим анархо-фашистичким покретом 1919. године заузима град и проглашава италијанску управу за Кварнер.
Дана 12. новембра 1920, Краљевина Италија и Краљевина СХС потписују Рапалски споразум којим обе стране признају потпуну слободу и независност Државе Ријека и обавезују се да ће то вечно поштовати. Тим актом створена је Слободна Држава Ријека која ће де факто постојати једну, а правно четири године. Новостворену државу одмах признају све светске силе укључујући САД, Француску и Велику Британију. Д'Анунцио не признаје споразум па је акцијом италијанске регуларне војске истеран из града (Крвави Божић" 24-30. децембра).
Године 1921. одржавају се први парламентарни избори на којима се супротстављају аутономаши и национални проиталијански блок. Аутономна странка добија 6558, а национални блок (фашистичка, либерална и демократска странка) 3443 гласова. Председник Владе постаје шеф Аутономне странке Рикардо Занела.
Године 1922. фашисти изводе преврат, а законита Влада бежи у Краљевицу. 1924 Римским уговором Краљевина СХС пристаје на прикључење Ријеке Италији, Влада СДР тај чин сматра међународно правно ништавним и наставља да делује у изгнанству.
Капитулацијом Италије 1943. у Другом светском рату ријечко питање поновно постаје актуелно те група грађана 1944. године објављује ,,Либурнијски меморандум" којим се предлаже конфедерална држава с три кантона Ријеком, Сушаком и Бистрицом. Острва Крк, Црес и Лошињ ушли би у заједнички кондоминијум. Председник ријечке Владе у изгнанству Занела тражи поновно успостављање Слободне Државе Ријека будући да италијанске анексија из 1924. године није била међународно призната.
Томе се супротставља комунистичка југословенска власт која 3. маја 1945. године ослобађа град од немачке окупације. Први дани нове власти обележавају масовна стрељања активиста Аутономне странке иако су од 1943. већином финансијски подупирали антифашистички покрет. Мировним уговором у Паризу 1947. године, Ријека је уз Истру службено припојена Југославији.